# ارل کنت
ارل کنت (انگلیسی: Earl of Kent) مقام اشرافی است که هشت مرتبه در انگلستان و تنها یک مرتبه در پادشاهی متحده ابداع شد. ارل کنت به عنوان یکی از شخصیت‌های برجستهٔ تخیلی در تراژدی شاه لیر، ویلیام شکسپیر نیز ظاهر شده است.